# Gravity Recovery and Interior Laboratory
Gravity Recovery and Interior Laboratory è stata una missione della NASA nell'ambito del programma Discovery che ha utilizzato strumenti per la misura del campo gravitazionale della Luna al fine di determinarne la sua struttura interna.
La missione è stata gestita dal Jet Propulsion Laboratory ed era composta da 2 sonde spaziali, denominate Ebb e Flow, dalle dimensioni paragonabili a quella di una comune lavatrice che hanno lavorato in tandem. La tecnica di mappatura della gravità era simile a quella già utilizzata nella missione Gravity Recovery and Climate Experiment (GRACE). In pratica se sorvolavano aree di maggiore o minore gravità, determinata sia dalla presenza di elementi topografici come montagne o crateri sia da masse localizzate sotto la superficie, esse si avvicinavano o allontanavano tra loro, decodificando questi segnali in una mappa del campo gravitazionale della luna.
Il lancio delle due piccole sonde che compongono il GRAIL è avvenuto il 10 settembre 2011 tramite un razzo Delta II. Esse hanno effettuato un percorso simile, ognuna autonomamente, della durata di 3 o 4 mesi che le ha portarte alla fine del 2011 all'ingresso dell'orbita lunare. Le due sonde si sono posizionate sulla stessa orbita, polare e quasi circolare, 50 km sopra la superficie lunare ad una distanza variabile da 65 km a oltre 200 km l'una dall'altra, con la sonda GRAIL-B a precedere GRAIL-A.
La fase scientifica della missione è durata 90 giorni. Al termine della missione c'è stato un periodo di 5 giorni durante il quale le sonde sono state messe su un'orbita che le ha portate ad impattare il 17 dicembre 2012 con la superficie lunare del polo nord.

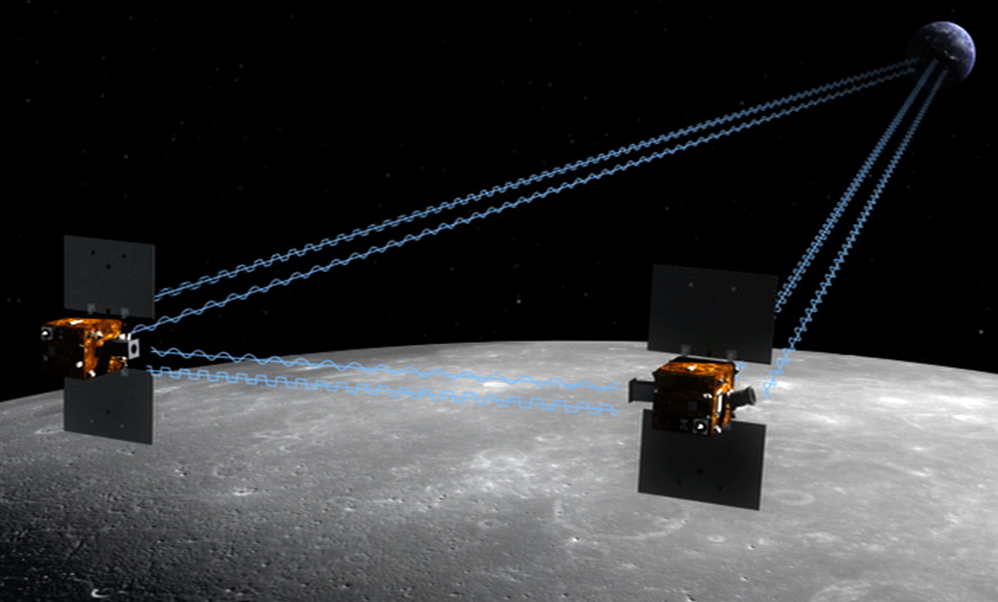
Rappresentazione delle due sonde Ebb e Flow

## Panoramica
Maria Zuber del Massachusetts Institute of Technology è la ricercatrice principale del progetto Grail. Il Jet Propulsion Laboratory della NASA ha gestito il progetto dall'8/11/2011 con un costo complessivo di US 496000000 $.  Prima del lancio della sonda è stato organizzato un piccolo concorso tra i ragazzi delle scuole nel scegliere i nomi della Grail A e B. Circa 900 aule di 45 Stati, da Puerto Rico al Distretto di Columbia, hanno partecipato. I nomi vincitori, Ebb e Flow, sono stati suggeriti da 4 studenti dell'Emily Dickinson Elementary School nel Montana.

## Obiettivi
- Mappatura della crosta lunare e litosfera
- Capire l'evoluzione termica della Luna
- Determinare la struttura del sottosuolo e l'origine della Luna
- Accertare l'evoluzione temporale della crosta terrestre
- Porre dei limiti sulla dimensione del nucleo interno della Luna

## Veicolo spaziale

### Strumenti a bordo

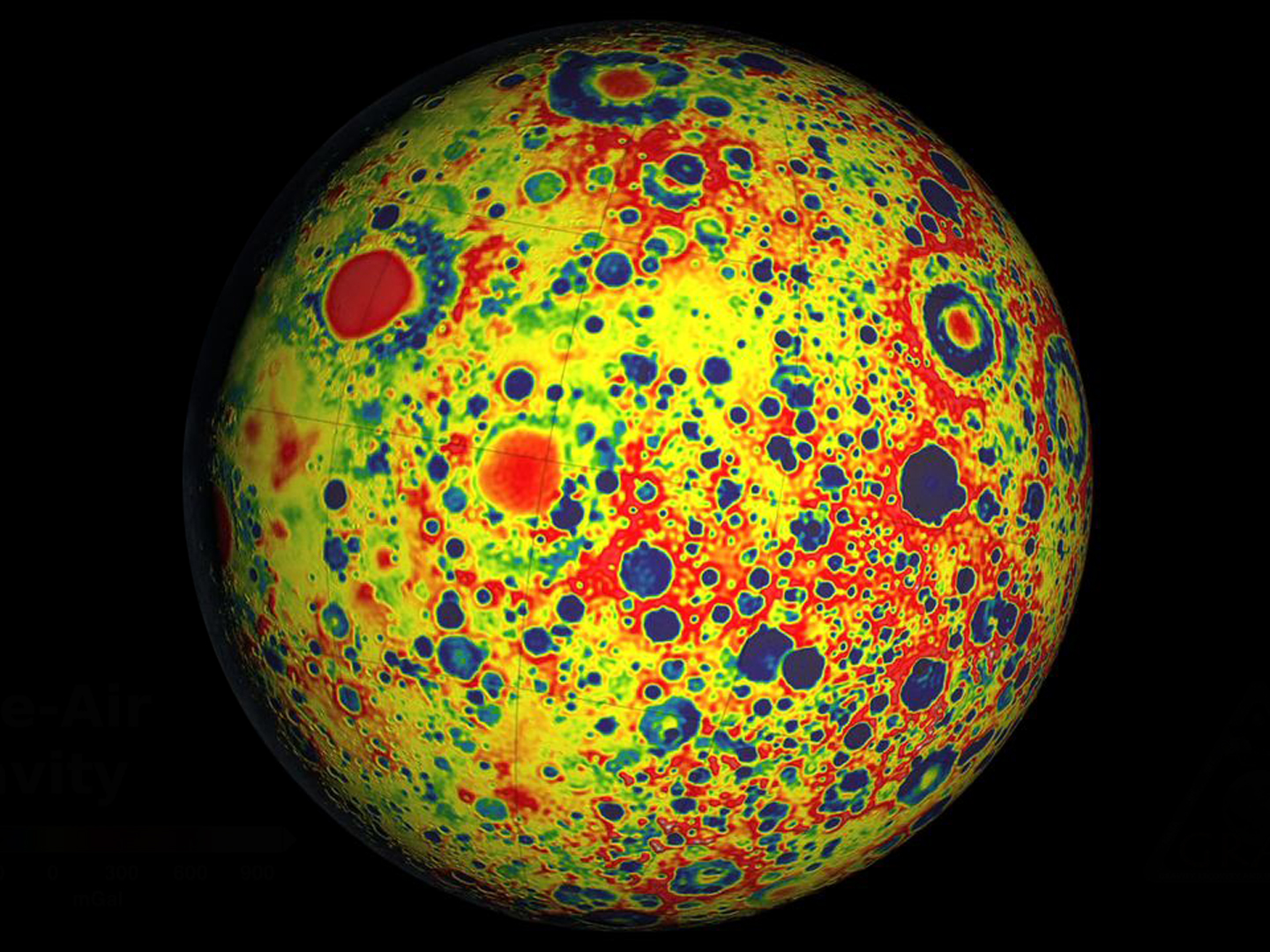
Mappa della gravità lunare creata dal GRAIL

- Ka band Lunar Gravity Ranging System (LGRS), deriva dallo strumento Gravity Recovery and Climate Experiment. Il 90% del software è stato riutilizzato per il GRAIL.[9]
- Radio science beacon (RSB)
- Moon Knowledge Acquired by Middle school students (MoonKAM).[10] Ogni sistema MoonKAM (uno per sonda) è costituito da un controllore digitale video e quattro corpi macchina.[11]  Clicca https://www.nasa.gov/mission_pages/grail/multimedia/pia15514.html[collegamento interrotto] per vedere l'album fotografico scattato dal MoonKAM durante le orbite lunari.

### Propulsione
Ogni veicolo spaziale era provvisto di una propulsione in grado di produrre 22N di spinta.
Ogni sonda è stata alimentata con 103.5 kg di idrazina per essere utilizzati dai razzi propulsori e dal motore principale per consentire al veicolo spaziale di entrare in orbita lunare e transitare nella fase scientifica della sua missione. Il sottosistema di propulsione invece, era costituito da un serbatoio principale e uno di He-ripressurizzato che è stato attivato poco dopo l'inserimento in orbita lunare dei satelliti.

## Profilo della missione

### Fase del transito

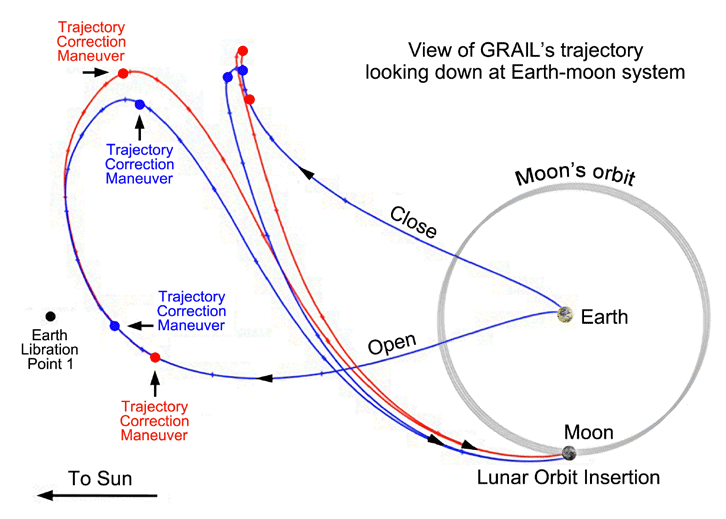
Transito Terra-Luna del GRAIL-

A differenza delle missioni del Programma Apollo, che impiegavano tre giorni per raggiungere la Luna, GRAIL ha effettuato una crociera trans-lunare a basso consumo di tre-quattro mesi che l'ha portata ben oltre l'orbita della Luna, passando vicino al punto lagrangiano L1 del sistema Sole-Terra, prima di immettersi nell'orbita lunare. Questa traiettoria estesa e complicata ha permesso alla missione di ridurre il consumo di propellente, di proteggere gli strumenti e di ridurre la velocità del veicolo spaziale in arrivo. Le tolleranze molto strette nel piano di volo hanno lasciato poco spazio per le eventuali correzioni degli errori di traiettoria nel viaggio di avvicinamento.

### Fase scientifica
La missione è stata divisa in tre lunghe sotto missioni di 27,3 giorni con cicli di mappatura di 8 ore giornaliere mentre il resto era impiegato per la trasmissione dei dati e la fase fotografica della MoonKam. La tecnica di mappatura della gravità è simile a quella utilizzata dal Gravity Recovery e Climate Experiment (GRACE), e veicoli spaziali si basano sull'XSS-11.

#### Risultati della missione
- I ricercatori hanno ottenuto preziose informazioni sulla composizione interna del satellite, scoprendo che racchiude all'incirca la stessa percentuale di alluminio della Terra.[20]
- Le ultime stime effettuate, dimostrano che la crosta lunare è più sottile di quanto si pensava, in media 32–34 km contro i 45 km precedenti.
- Sono stati trovati canali di magma raffreddati lunghi anche 500 km, che percorrono la Luna dall'interno alla parte superficiale della crosta. Secondo i ricercatori, risalgono alle prime fasi di espansione della Luna, quando il corpo caldo iniziava a estendersi verso l'esterno per poi finire per contrarsi e raffreddarsi.

### Fase terminale
Al termine della fase operativa, le sonde sono state riprogrammate per eseguire un'orbita che le ha portate ad impattarsi sulla superficie lunare il 17 dicembre 2012.
Entrambi i veicoli spaziali si sono schiantate su una montagna lunare senza nome tra il cratere Filolao e quello di Mouchez alle coordinate lunari 75,62 N, 26,63 W. La navicella Ebb si è schiantata per prima seguita pochi minuti dopo dalla Flow. Ognuna viaggiava nei momenti prima dell'impatto a 3760 mph. Un ultimo esperimento è stato condotto durante le fasi terminali della missione. I motori principali a bordo sono stati attivati per esaurire le ultime riserve di combustibile ed i dati ricavati saranno utilizzati dagli ingegneri per migliorare le previsioni sul fabbisogno di combustibile per le missioni future. La NASA ha annunciato che il cratere d'impatto sarà chiamato come la prima donna americana nello spazio, Sally Ride.